# Viktor Noring
Carl Viktor Noring (* 3. Februar 1991 in Malmö) ist ein schwedischer ehemaliger Fußballspieler. Der Torwart spielte im Jahr 2011 einmal in der schwedischen Nationalmannschaft.

## Werdegang
Noring begann mit dem Fußballspielen bei Husie IF. 2006 erhielt er Angebote der regionalen Spitzenklubs Trelleborgs FF und Malmö FF. Obwohl Anhänger von Malmö FF entschloss er sich aufgrund des Torwarttrainers Jan Eriksson, der bereits Andreas Isaksson zu dessen Karrierebeginn betreut hatte, zum Wechsel in die Jugendabteilung des Trelleborgs FF. Im selben Jahr debütierte er im Nationaljersey, als er erstmals für die schwedische U-15-Auswahl auflief. Während er sich in den folgenden Jahren in den verschiedenen Nachwuchsnationalmannschaften etablierte und teilweise in der Mannschaft des älteren Jahrgangs eingesetzt wurde, rückte er als Ersatztorhüter in den Erstligakader auf. Nach dem Abgang von Marcus Sahlman und Johan Dahlin Ende 2008 war Trainer Tom Prahl zunächst auf Nachfolgersuche, ehe er im Frühjahr 2009 Noring beförderte. Nach seinem Debüt in der Allsvenskan beim 0:0-Unentschieden zum Auftakt der Spielzeit 2009 gegen IF Brommapojkarna stand er in insgesamt 29 Ligaspielen zwischen den Pfosten und erreichte mit der Mannschaft um Andreas Drugge, Joakim Sjöhage, Peter Abelsson und Kristian Haynes den neunten Tabellenplatz. Dank seiner guten Leistungen hatte er auch die Fachleute überzeugt und wurde am Ende des Jahres auf der Fotbollsgalan als Neuling årets nykomling (Nachwuchsspieler des Jahres) ausgezeichnet.
Anfang April 2010 verletzte sich Noring, so dass er zu Beginn der Spielzeit 2010 einen Monat ausfiel. Nach seiner Rückkehr stand er auf Anhieb wieder als Stammkraft zwischen den Pfosten und spielte sich zudem in den Kreis der schwedischen U-21-Nationalmannschaft, war jedoch dort hauptsächlich Ersatzmann von Kristoffer Nordfeldt. Gemeinsam mit dem Konkurrenten sowie Johan Dahlin und Pär Hansson nominierte ihn Nationaltrainer Erik Hamrén für eine Südafrikatour der Nationalmannschaft im Januar 2011. Im Länderspiel gegen Südafrika debütierte er in der A-Nationalmannschaft. Er hütete in der ersten Halbzeit das Tor und wurde in der Halbzeitpause durch Nordfeldt ersetzt. Auch in der anschließenden Spielzeit war er unumstritten Stammkraft bei seinem Verein, der um den Klassenerhalt kämpfte. Anfang Oktober zog er sich im Training mit der U-21-Nationalmannschaft eine Stressfraktur zu, die das vorzeitige Saisonaus für den Torhüter bedeutete. Ohne seine Unterstützung in den letzten Saisonspielen verpasste der Klub den Klassenerhalt.
Im Februar 2012 wechselte Noring auf Leihbasis bis Mitte August zurück in die erste Liga, wo er sich Malmö FF anschloss. Bei der von Rikard Norling trainierten Mannschaft war er Ersatztorhüter hinter Johan Dahlin. Parallel hielt er sich im Kader der schwedischen U-21-Auswahl, in der er mit Karl-Johan Johnsson von Halmstads BK um den Platz zwischen den Pfosten kämpfte. Ohne Einsatz in der Allsvenskan kehrte er im Sommer zu Trelleborgs FF zurück, wo er bis zum Ende der Zweitliga-Spielzeit 2012 sieben Spieleinsätze verbuchte. Den direkten Abstieg in die Drittklassigkeit konnte er jedoch nicht vermeiden.
Zum Abschluss der Winter-Wechselperiode verpflichtete der schottische Klub Celtic Glasgow Noring Ende Januar 2013 auf Leihbasis bis zum Sommer, der Leihvertrag beinhaltete eine Kaufoption. Wie bei seiner vorherigen Leihstation in Malmö blieb Noring ohne Spieleinsatz in der Scottish Premier League, hinter dem späteren englischen Nationalspieler Fraser Forster und dem Polen Łukasz Załuska war er lediglich dritter Torhüter beim Gewinn des Doubles aus Meisterschaft und Pokalsieg. Daher verzichtete der Klub auf das Ziehen der vertraglichen Option.
Nachdem sich Noring nach Ablauf des Leihgeschäftes in Schottland zeitweise bei Malmö FF fit gehalten hatte, verpflichte ihn im August 2013 der norwegische Zweitligist FK Bodø/Glimt bis zum Saisonende. Mit dem Verein stieg er als Vertreter des verletzten Stammtorhüters Pavel Londak am Saisonende an der Seite von Christian Berg, Dane Richards und Thomas Jacobsen in die Tippeligaen auf, sein Vertrag wurde dennoch nicht verlängert. In der Folge war er vereinslos. In der Saison 2014/15 war er Ersatztorhüter beim SC Heerenveen in den Niederlanden, und eine Saison später bei Lyngby BK in Dänemark. Im Sommer 2016 wechselte Noring zum schottischen Erstligisten Heart of Midlothian. Zwei Jahre später wechselte er zurück nach Schweden zu Landskrona BoIS. Anschließend war er für Kalmar FF sowie Falkenbergs FF aktiv und seit März 2022 stand er bei Aarhus GF in Dänemark unter Vertrag. Unter anderem nach einer Gesichtsverletzung kam er dort nicht zum Einsatz und entschied sich letztlich im Frühjahr 2023 zum Ende der aktiven Laufbahn, um als ausgebildeter Immobilienunternehmer in der Branche tätig zu werden.